# Big Girls Cry
"Big Girls Cry" é uma canção gravada por Sia para seu sexto álbum de estúdio, 1000 Forms of Fear (2014). Foi escrita por Sia juntamente de Christopher Braide, enquanto a produção ficou a cargo de Greg Kurstin. A canção não foi lançada como single internacionalmente, somente na Austrália e em algumas partes da Europa. Em 15 de outubro de 2015, Sia apresentou a canção na The Recording Academy. "Big Girls Cry" foi lançada como single no Reino Unido em 2 de abril de 2015.

## Vídeo musical
No dia 2 de abril de 2015, um vídeo musical para a canção foi lançado no canal oficial de Sia no YouTube. O vídeo contém a participação da atriz e dançarina Maddie Ziegler. O projeto foi dirigido por Sia e Daniel Askill, enquanto a coreografia ficou a cargo de Ryan Heffington.

## Desempenho nas tabelas musicais

### Posições
| Tabela musical (2014–15)                               | Melhor posição |
| ------------------------------------------------------ | -------------- |
| Austrália (ARIA)                                       | 36             |
| Bélgica (Ultratop 50 da Valônia)                       | 29             |
| Estados Unidos (Bubbling Under Hot 100 Singles)        | 3              |
| França (Syndicat National de l'Édition Phonographique) | 18             |
| Israel (Media Forest)                                  | 7              |